# Elisabetta Maschio
Elisabetta Maschio (Montebelluna, 10 luglio 1964) è una direttrice d'orchestra italiana.

## Biografia
Si diploma in pianoforte al Conservatorio "G. Verdi" di Milano sotto la guida del M ° Riccardo Risaliti.
Intraprende la carriera di maestro sostituto con Laurence Foster a Parigi e svolge poi questa attività in vari Teatri in Italia e all'estero : Macerata Festival, Teatro Comunale di Bologna, Teatro Regio di Torino, Festival di Salisburgo.
Studia direzione d'orchestra prima con Edoardo Müller e poi con Gustav Kuhn di cui è assistente dal 1989 al 1992.
Debutta nel 1991 alla guida dell'orchestra della Staatsoper di Budapest dirigendo "Il trovatore" di Giuseppe Verdi e da allora frequenta il repertorio lirico con regolarità.
Ha un notevole successo personale con la direzione di "Madama Butterfly" allo Sferisterio di Macerata nel luglio 1991.
Ha inizio così la sua carriera di direttore, che la porterà in giro per il mondo a dirigere nei teatri d'opera e nelle sale da concerto d’Europa, America, Asia e Africa.
Dal 1995 al 1997 ricopre il ruolo di direttore artistico dell'Ente Concerti  "M. De Carolis" -Teatro di Tradizione e fonda l’orchestra giovanile della Sardegna.
Durante il biennio '96-'97 è direttore artistico e stabile dell'Orchestra dell'Amministrazione Provinciale di Lecce e del Teatro Politeama Greco -Teatro di Tradizione.
Nel 2002 fonda l’orchestra giovanile “la Réjouissance” .
È ideatrice e direttore artistico della rassegna internazionale giovanile “Gioie Musicali - incontri asolani juniores” dal 2005 a tutt’oggi dedicata ai giovanissimi musicisti.

## Onorificenze
- Medaglia d’argento del Presidente della Repubblica Carlo Azeglio Ciampi per l’ideazione della rassegna “Gioie Musicali"

## Attività didattica
Elisabetta Maschio insegna Direzione d’Orchestra presso il Conservatorio “G. Tartini” di Trieste.
Dal 2007 tiene regolarmente dei Laboratori orchestrali dedicati agli studenti sotto i 16 anni come docente esterno presso il Conservatorio ”P. Da Palestrina” di Cagliari.
Tiene regolarmente dal 2008 un laboratorio orchestrale all’interno dei corsi di perfezionamento Musica e Natura all’Asinara (SS).
Ha fondato nel 2002 l’orchestra giovanile “la Réjouissance” che raccoglie circa 100 giovani musicisti di tutta la Regione Veneto e anche di altre regioni che si è già esibita in molti teatri importanti in Italia e ha partecipato a festival internazionali. 

## Discografia
CD
- AA.VV. AA.VV. Arie da Camera (come pianista)  1992 RCA
- L. Leo, N. Porpora : Concerti e Cantata Orchestra “B. Marcello” di Teramo, 1993, Bongiovanni
- AA.VV. Andrea Bocelli -“Il mare calmo della sera” Orchestra da Camera di Bologna,199,Sugar
- G. Verdi : “Falstaff”: Orchestra I.C.O. di Lecce 1997 Kicco Records
- W. A. Mozart : “Don Giovanni “- Orchestra Giovanile della Sardegna 1998 Kicco Records
- AA.VV. Concerto verdiano - G. Dimitrova Orchestra Filarmonica di Padova 1999 Kicco Records
- AA.VV. ”Dedicated to Alfredo Kraus“Orchestra G. Verdi di Carrara 2000 Kicco Records
- AA.VV. F. Patanè Opera Gala con R. Bruson _ Orchestra Sinfonica della Provincia di Matera/Orchestra del Teatro Olimpico di Vicenza2001 Kicco Records
- G. Paisiello: “Il fanatico in berlina”– orchestra del Conservatorio “L. Campiani” di Mantova 2002 Kicco Records

DVD
- P. Mascagni/R. Leoncavallo : “Cavalleria Rusticana” e “Pagliacci” Orchestra della Capitanata di Foggia ,2003 Kicco Records
- G. Bizet  “Carmen” Orchestra del Teatro Coccia di Novara 2008 Kicco Records
- C. Lombardo “Cin Ci Là” Orchestra del Teatro “G. Verdi” di Trieste 2009 Kicco Records